# Андрей Колмогоров
Андрèй Николàевич Колмогòров (на руски: Андрей Николаевич Колмогоров) е руски математик със значим принос в областта на теорията на вероятностите, топологията, геометрията, математическата логика, класическа механика, теория на информацията, теория на приближаването на функция, теория на множествата, теория на диференциалните уравнения и теория на динамичните системи.
В началото на кариерата си работи върху математическата логика и редовете на Фурие, предназначени за специалисти, а по-късно – върху турбулентността и класическата механика. Колмогоров е и създател на алгоритмичната теория на информацията.
Обсъждани в средата на двадесетте години на 20 век, включително и в Москва, въпросите за основите на математическия анализ и тясно свързаните изследвания в математическата логика привличат вниманието на Колмогоров почти в самото начало на работата му. 
Професор в Московския държавен университет (от 1931 г.), доктор на физико-математическите науки, академик на Академията на науките на СССР (1939 г.). Президент на Московското математическо дружество (MMO) през 1964-1966 и 1974-1985. Герой на социалистическия труд (1963). Носител на наградите на Ленин и Сталин.

### Книги
- Колмогоров А. Н. Общая теория меры и исчисление вероятностей // Труды Коммунистической академии. Математика. Т. 1. Москва, 1929, с. 8—21.
- Kolmogorov A. N. Grundbegriffe der Wahrscheinlichkeitrechnung, in Ergebnisse der Mathematik. Berlin, 1933.
- Kolmogorov A. N. Foundations of the theory of probability. 2nd edition. Chelsea Pub. Co., 1956, 84 p.
- Колмогоров А. Н. Основные понятия теории вероятностей. 2-е изд. Москва: Наука, 1974, 120 с.
- Колмогоров А. Н., Фомин С. В. Элементы теории функций и функционального анализа. 4-е изд. Москва: Наука, 1976, 544 с.
- Колмогоров А. Н., Драгалин А. Г. Введение в математическую логику. Москва: Изд-во Моск. ун-та, 1982, 120 с.
- Колмогоров А. Н., Журбенко И. Г., Прохоров А. В. Введение в теорию вероятностей. Москва: Наука, 1982, 160 с.
- Колмогоров А. Н., Драгалин А. Г. Математическая логика. Дополнительные главы. Москва: Изд-во Моск. ун-та, 1984, 120 с.
- Колмогоров А. Н. Теория вероятностей и математическая статистика. Москва: Наука, 1986, 534 с.
- Колмогоров А. Н. О профессии математика. Москва: Изд-во Моск. ун-та, 1988, 32 с.
- Колмогоров А. Н. Математика — наука и профессия. Москва: Наука, 1988, 288 с.
- Kolmogorov A. N., Fomin S. V. Elements of the Theory of Functions and Functional Analysis. Dover Publications, 1999, 288 p. ISBN 978-0-486-40683-1
- Kolmogorov A. N., Fomin S. V. Introductory Real Analysis / Translated by R. A. Silverman. Prentice Hall, 2009, 403 p. ISBN 978-0-13-502278-8

### Статии и студии
- О принципе tertium non datur // Матем. сборник, 1925, Т. 32, № 4, с. 646—667.
- Об операциях над множествами // Матем. сборник, 1928, Т. 35, № 3—4, с. 415—422.
- Sulla determinazione empirico di una legge di distribuzione // Giornale dell’Istituto Italiano degli Attuari, 1933, Vol. 4, p. 83—91.
- Об аналитических методах в теории вероятностей // Успехи математических наук, Российская академия наук, 1938, № 5, с. 5—41.
- О понятии алгоритма // Успехи математических наук, Российская академия наук, 1953, Т. 5, № 4 (56), с. 175—176.
- О сохранении условнопериодических движений при малом изменении функции Гамильтона // Доклады АН СССР, 1954, Т. 98, № 4, с. 527—530.
- О представлении непрерывных функций нескольких переменных суперпозициями непрерывных функций меньшего числа переменных // Доклады АН СССР, 1956, Т. 108, с. 179—182.
- Автоматы и жизнь // Возможное и невозможное в кибернетике / Сост. В. Д. Пекелис; под ред. А. И. Берга и Э. Я. Кольмана. Москва: Наука, 1964, 624 с. — с. 10—29.
- О профессии математика // Квант, 1973, № 4. (выдержки из брошюры «О профессии математика»)